# Kōichi Ishimori
Kōichi Ishimori (jap. 石森宏一 Ishimori Kōichi; ur. 2 grudnia 1961 w prefekturze Osaka) – japoński zapaśnik w stylu wolnym.  Olimpijczyk z Los Angeles 1984, gdzie zajął siódme miejsce w kategorii plus 100 kg.
Dwukrotny uczestnik mistrzostw świata, ósmy w 1983 i czternasty w 1982 roku.